# Župnija Zabukovje
Župnija Zabukovje je rimskokatoliška teritorialna župnija Dekanije Videm ob Savi Škofije Celje.
Do 7. aprila 2006, ko je bila ustanovljena Škofija Celje, je bila župnija del Savskega naddekanata Škofije Maribor.

## Sakralni objekti
| #  | Slika                     | Cerkev                           | Kraj                  |
| -- | ------------------------- | -------------------------------- | --------------------- |
| 1. | Klikni za spremembo slike | Cerkev sv. Lenarta               | Zabukovje nad Sevnico |
| 2. | Klikni za spremembo slike | Cerkev sv. Jurija                | Trnovec               |
| 3. | Klikni za spremembo slike | Cerkev sv. Primoža in Felicijana | Mrzla Planina         |
| 4. | Klikni za spremembo slike | Cerkev Rožnovenske Matere Božje  | Podgorje ob Sevnični  |